# وینگ لونگ
وینگ لونگ (انگلیسی: CAIG Wing Loong) یک پهپاد چینی است که توسط گروه صنعت هوانوردی چنگدو توسعه یافته‌است و برای عملیات شناسایی هوایی کاربرد داشت.